# Jacob Collard
Jacob Collard (* 12. April 1995 in Western Australia) ist ein australischer Fußballspieler.

## Karriere
Der in Western Australia geborene Collard, der der Bevölkerungsgruppe der Aborigines angehört, begann mit dem Fußballspiel bei Gosnells City und dem Perth SC, bevor 2010 die Aufnahme am National Training Centre von Western Australia erfolgte.
Im Oktober 2010 gewann er mit der westaustralischen U-15-Auswahl den Titel bei den nationalen Jugend-Meisterschaften, dies war der erste Erfolg für eine westaustralische Auswahl in der über 30-jährigen Turniergeschichte. Im Dezember 2010 belegte er bei einem Turnier der australischen Sportinstitute mit dem NTC Rang 2 und wurde in das All-Star-Team des Turniers gewählt. Der vormalige Mittelfeldspieler spielte seit 2011 im Nachwuchsteam von Perth Glory. Als Innenverteidiger führte er das Team seit 2013 als Kapitän an und wurde sowohl 2014 als auch 2015 zum vereinsintern besten Spieler des Nachwuchsteams gewählt. In der Saison 2015 verpasste er den Titelgewinn in der National Youth League durch eine Niederlage am letzten Spieltag gegen Brisbane Roar.
Collard debütierte für das Profiteam von Perth Glory per Einwechslung im August 2015 im Erstrundenspiel des FFA Cups gegen die Newcastle Jets. Am 9. Januar 2016 spielte er in der Partie gegen Adelaide United erstmals in der A-League, eine Woche später wurde er bei seinem zweiten Ligaeinsatz wegen Ballwegschlagens nach etwa einer Stunde Spielzeit gegen Melbourne City mit Gelb-Rot des Platzes verwiesen. Nachdem ihm in der Folge kein Profivertrag angeboten wurde, wechselte er im März 2016 zu Hobart Olympia in die National Premier Leagues Tasmania.